# Bea
Bea és un municipi de la província de Terol, enquadrat a la comarca de Jiloca, a l'Aragó.